# Tredingstenarna

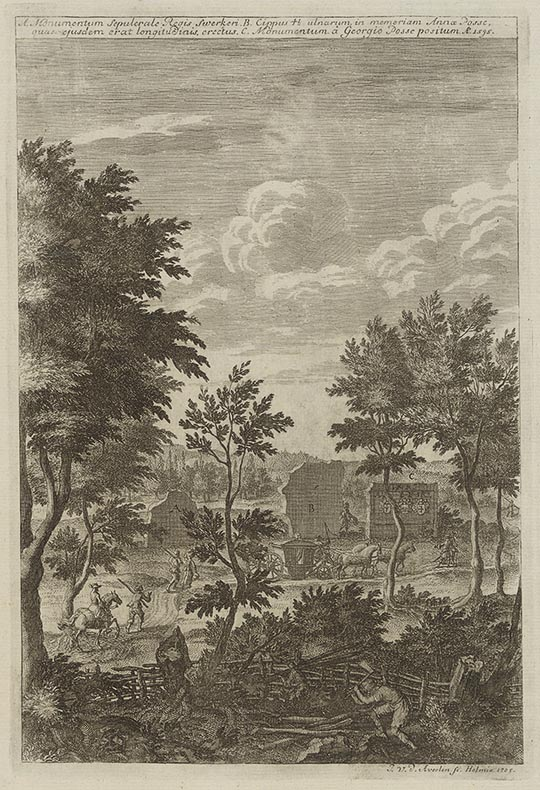
Kung Sverkers grav i Suecia antiqua et hodierna 1705.

Tredingstenarna är tre förmodade gravstenar längs vägen mellan Medelplana och Västerplana kyrka i Götene kommun i Västergötland, varav den ena enligt sägnen ska vara kung Sverker den äldres grav. 
Stenarna finns avbildade i Suecia antiqua et hodierna i band 3 och plansch 62, kallad Kung Sverkers grav) och tryckt 1705. Enligt denna avser stenarna (ordagrant): 
1. Konung Sverkers gravvård.
2. En 41/2 alnar hög gravsten till minne av Anna Posse, som hade denna längd.
3. Minnessten rest av Göran Posse år 1595.

Den högsta stenen är 1,9 meter hög. Stenarna omnämns även av Linné i dennes skildring av västgötaresan 1774.